# Namiestnictwo (Rosja)
Namiestnictwo – najwyższa jednostka podziału administracyjnego-terytorialnego w Rosji. Namiestnictwa zostały wprowadzone w 1775, ukazem «Установленние про губернії».
Ogółem utworzono 34 namiestnictwa, na czele każdego stał namiestnik. Namiestnik posiadał nadzwyczajne upoważnienie od cara, i nadzorował zarówno sprawy wojskowe, jak i władzę administracyjną, sądową, policyjną i finansową.
Na podstawie ukazu «Про новий поділ держави на губернії» w 1796 zlikwidowano namiestnictwa, i wprowadzono z powrotem gubernie.